# Top Secret (programma televisivo)
Top Secret è stato un programma di approfondimento condotto e curato da Claudio Brachino e dalla testata Videonews che è andato in onda su Rete 4 dal 18 febbraio 2002 al 29 giugno 2011 in prima o in seconda serata, per poi passare su TGcom24 dall'8 al 29 luglio 2012 e su 
Canale 5 dal 2015 al 2017.
La trasmissione si occupava degli aspetti segreti e misteriosi di varie vicende di attualità, spettacolo e storia.

## Edizioni e ascolti dal 2010 al 2017

### Nona edizione (2010)
Il 3 giugno 2010 è andata in onda la decima edizione composta da prime cinque serate al giovedì sera su Rete 4.
| Puntata | Data           | Telespettatori | Share  |
| ------- | -------------- | -------------- | ------ |
| 1       | 3 giugno 2010  | 1.403.000      | 6,65%  |
| 2       | 10 giugno 2010 | 1.430.000      | 7,06%  |
| 3       | 16 giugno 2010 | 2.080.000      | 10,51% |
| 4       | 23 giugno 2010 | 1.583.000      | 7,49%  |
| 5       | 30 giugno 2010 | 1.831.000      | 9,06%  |

### Decima edizione (2011)
La 10ª edizione è in onda dal 31 marzo 2011, su Rete 4 in prima serata e condotto da Claudio Brachino. Il programma si interrompe dopo la terza puntata per gli scarsi indici di ascolto.
| Puntata | Data           | Telespettatori | Share | Argomento            |
| ------- | -------------- | -------------- | ----- | -------------------- |
| 1       | 31 marzo 2011  | 1.021.000      | 4,51% | Viaggio a luci rosse |
| 2       | 6 aprile 2011  | 1.012.000      | 4,67% | Viaggio tra gli ufo  |
| 3       | 29 giugno 2011 | 626.000        | 6,68% | Il sesto senso       |

### Undicesima edizione (2012)
Il programma ritorna dall'8 al 29 luglio 2012 sul canale TGcom24 in prima serata alle 21:30.

### Dodicesima edizione (2015)
Il programma è andato in onda dal 25 giugno al 3 agosto, per sei puntate, in seconda serata su Canale 5 sempre con la conduzione di Claudio Brachino. Inizialmente il programma è andato in onda il giovedì, subito dopo il reality Temptation Island; quando questo si è spostato al martedì, Top Secret l'ha seguito. L'ultima puntata, dopo la conclusione del reality, si è spostata al lunedì. Top Secret ha ottenuto un buon riscontro di pubblico.
| Puntata | Data           | Telespettatori | Share  |
| ------- | -------------- | -------------- | ------ |
| 1       | 25 giugno 2015 | 742.000        | 8,93%  |
| 2       | 2 luglio 2015  | 629.000        | 8,65%  |
| 3       | 14 luglio 2015 | 713.000        | 10,38% |
| 4       | 21 luglio 2015 | 607.000        | 9,93%  |
| 5       | 28 luglio 2015 | 666.000        | 12,34% |
| 6       | 3 agosto 2015  | 502.000        | 7,93%  |
|         | Media auditel  | 643.166        | 9,70%  |

### Tredicesima edizione (2016)
Il programma è andato in onda dal 28 giugno al 1º agosto, per cinque puntate, in seconda serata su Canale 5 ancora una volta con la conduzione di Claudio Brachino. Le prime quattro puntate sono andate in onda il martedì, subito dopo il reality Temptation Island; l'ultima puntata è andata in onda di lunedì, subito dopo la replica di Ciao Darwin 6. Il 12 luglio 2016 la trasmissione non è andata in onda per lasciare spazio ad uno speciale del TG5 dedicato ai fatti della strage ferroviaria in Puglia avvenuta quel giorno.
| Puntata | Data           | Telespettatori | Share |
| ------- | -------------- | -------------- | ----- |
| 1       | 28 giugno 2016 | 557.000        | 8,66% |
| 2       | 5 luglio 2016  | 586.000        | 8,91% |
| 3       | 19 luglio 2016 | 531.000        | 8,56% |
| 4       | 26 luglio 2016 | 579.000        | 9,91% |
| 5       | 1º agosto 2016 | 370.000        | 6,74% |
|         | Media auditel  | 524.600        | 8,55% |

### Quattordicesima edizione (2017)
Il programma va in onda dal 26 giugno al 31 luglio, per sei puntate, in seconda serata subito dopo Temptation Island su Canale 5 con la conduzione, anche questa volta, di Claudio Brachino. La seconda puntata, inizialmente prevista per il 3 luglio, non è andata in onda per lasciare spazio allo speciale del TG5, dedicato al celebre comico e attore Paolo Villaggio (che è morto proprio nello stesso giorno), ed è stata spostata al 4 luglio. Tutte le puntate di questa edizione, sono andate in onda di lunedì, ad eccezione della seconda e della quarta, andate in onda di martedì, e della sesta, andata in onda di domenica.
| Puntata | Data           | Telespettatori | Share  |
| ------- | -------------- | -------------- | ------ |
| 1       | 26 giugno 2017 | 620.000        | 11,5%  |
| 2       | 4 luglio 2017  | 511.000        | 9,2%   |
| 3       | 10 luglio 2017 | 688.000        | 11,2%  |
| 4       | 18 luglio 2017 | 600.000        | 11%    |
| 5       | 24 luglio 2017 | 611.000        | 11,5%  |
| 6       | 30 luglio 2017 | 745.000        | 7,9%   |
|         | Media auditel  | 629.166        | 10,38% |